# James Valentine
James Burgon Valentine (ur. 5 października 1978 w Lincoln) i amerykański gitarzysta i autor tekstów piosenek, znany przede wszystkim z wieloletnich występów w pop-rockowej grupy Maroon 5 z Los Angeles, w której pełni funkcję gitarzysty.

## Życiorys
Urodził się i dorastał w Lincoln, w stanie Nebraska, w rodzinie mormonów jako syn Shauny (z domu Burgon) i Roberta Valentine, nauczycieli na Uniwersytecie Brighama Younga. Jego rodzina miała pochodzenie szwedzkie, duńskie, angielskie, szkockie i irlandzkie. Wychowywał się z trzema siostrami i bratem jako członek Kościoła Jezusa Chrystusa Świętych Dni Ostatnich. Jego ojciec pracował dla Utah Valley University, a wcześniej był adiunktem literatury latynoamerykańskiej w BYU. Jego matka była zwyciężczynią konkursu piękności. Jego młodsza siostra, Amanda Valentine, dwukrotnie startowała w reality show Project Runway w 11 i 13 sezonie.
James Valentine jako dziecko uczył się gry na fortepianie. We wczesnych latach grał na perkusji w orkiestrze i zespole jazzowym, zanim w końcu zaczął grać na gitarze. Był przewodniczącym rady uczniowskiej Lincoln Southeast High School. Ukończył University of Nebraska-Lincoln, gdzie jako licealista grał w zespole jazzowym, i uczęszczał do Berklee College. Przez lata zdobył wiele nagród związanych z muzyką, a po ukończeniu studiów otrzymał różne stypendia.  
Grał w studenckich zespołach: Montag, Kid Quarkstar, Happy Dog i Phases. W 2000 przeniósł się ze swoim zespołem Square do Południowej Kalifornii. Następnie przeprowadził się z Anaheim do Los Angeles. W 2001 zastąpił gitarzystę zespołu Reel Big Fish podczas występu w programie W domu u..., a następnie dołączył do Maroon 5. Od 2016 gra na gitarze marki Music Man (współtworzoną z firmą Ernie Ball), na modelu sygnowanym jego nazwiskiem (Ernie Ball Music Man James Valentine „Valentine”).